# Луций Афраний (консул)
Вижте пояснителната страница за други личности с името Луций Афраний.
Луций Афраний (на латински: Lucius Afranius; * ок. 112 пр.н.е.; † 46 пр.н.е.) e римски политик и генерал на късната Римска република. През 60 пр.н.е. е консул.
Афраний e homo novus от Пиценум, където Помпей Велики има голямо имение и помага на фамилията му.
Афраний става легат на Помпей във войната му против Квинт Серторий. През 72 или 71 пр.н.е. той е претор, след това е управител на Близка Испания. След връщането му между 69 и 67 пр.н.е. празнува триумф. От 66 пр.н.е. Афраний е отново легат на Помпей във войната против Митридат VI от Понт. През 60 пр.н.е. той става чрез голямата подкрепа на Помпей консул заедно с Цецилий Метел Целер. Следващата година той е проконсул Цизалпийска Галия.
Афраний е изпратен през 55 пр.н.е. с Марк Петрей като легат на Испания, за да замести номинирания управител на испанските провинции Помпей. По време на гражданската война е на страната на Помпей и се бие в Испания. Той е принуден да се предаде с петте си легиона на 2 август 49 пр.н.е. при Илерда на Цезар. Той успява да отиде в Дирахиум и взема участие в битката при Фарсала. След загубата на Помпеяните той бяга в Африка и се бие в битката при Тапс. При опита му след загубата да избяга в Испания, той е заловен от Публий Ситий и след няколко дена убит.